# قارقای تپه
قارقای تپه مربوط به دوره اشکانیان - دوره ساسانیان است و در شهرستان ماهنشان، بخش مرکزی، دهستان اوریاد، ۵۰۰ متری شمال روستای علم کندی واقع شده و این اثر در تاریخ ۲۵ آبان ۱۳۸۷ با شمارهٔ ثبت ۲۳۸۴۵ به‌عنوان یکی از آثار ملی ایران به ثبت رسیده است.